# Steve Elson
Steven Andrew „Steve“ Elson (* 1953 in Berkeley) ist ein amerikanischer Jazz- und Fusionmusiker (Saxophone, Flöten, Komposition), der als Studiomusiker auch in anderen Genres tätig war.

## Leben und Wirken
Elson begann mit elf Jahren mit dem Saxophonspiel. Während seiner Highschool-Zeit spielte er in bereits in Rhythm-&-Blues-, Soul- und Jazzbands in der Bucht von San Francisco. Mit 18 Jahren verließ er das College und schloss sich der Rhythm & Blues Revue von Johnny Otis an, in der er mit Cleanhead Vinson, Shuggie Otis und den Three Tons of Joy auftrat. Nachdem er bei Hal Stein und Joe Henderson studiert hatte, zog Elson nach New York, wo er sich in der Loft-Jazz-Szene bewegte und bei Tito Puente spielte.
In den frühen 1980er Jahren war er mit Ray Anderson, Allan Jaffe, Mark Helias und Jim Payne Gründer der kollaborativen Funkband  Slickaphonics, mit der er fünf Alben einspielte und mehrfach in den USA und Europa auf Tournee war. 1983 gründete er mit Lenny Pickett und Stan Harrison The Borneo Horns; mit dieser Bläsersektion spielte er zahlreiche Alben ein, begleitete aber auch auf Tourneen David Bowie, Grace Jones und Duran Duran. Er nahm zudem mit Klaus Nomi, Peter Gabriel, The Temptations, Joe Jackson, Stevie Ray Vaughan, den Talking Heads, Wolfgang Niedecken und Natalie Merchant auf, aber auch mit Philip Glass, Al Jarreau, Guy Klucevsek, Giora Feidman, Dennis Chambers und John Lurie. Aktuell ist er Mitglied der Rootsband Hazmat Modine. 1991 legte er unter eigenem Namen das Fusion-Album Lips & Fingers vor; 2009 folgte Mott & Broome und 2015 At Play. Zu hören ist er auch auf Joe Daleys Album The Seven Deadly Sins (2010).